# Sandy Kenyon
Sanford (Sandy) Klein (New York, 5 augustus 1922 - Los Angeles, 20 februari 2010) was een Amerikaans acteur, die gastrollen speelde in vele bekende televisieseries, zoals All in the Family, M*A*S*H, Kung Fu, Happy Days en Airwolf. 

## Filmografie
- The Dick Van Dyke Show Revisited (televisiefilm, 2004) - Rol onbekend
- The Scottish Tale (1996) - Arthur Golding
- Good Grief televisieserie - Rol onbekend (Afl., Mooses, Masons, and the Secret Life of Trees, 1990)
- Designing Women televisieserie - Bud (Afl., Odell, 1989)
- Crazy Like a Fox televisieserie - Rol onbekend (Afl., Desert Fox, 1985)
- Knots Landing televisieserie - Reverend Kathrun (6 afl., 1984-1985)
- Airwolf televisieserie - Rol onbekend (Afl., Natural Born, 1985)
- Blame It on the Night (1984) - Kolonel
- Down on Us (1984) - Alex Stanley
- Here Comes Garfield (televisiefilm, 1982) - Jon Arbuckle (Voice-over)
- Quincy, M.E. televisieserie - Fire Capt. McKenna (Afl., Smoke Screen, 1982)
- The Loch Ness Horror (1981) - Professor George Sanderson
- Eight Is Enough televisieserie - Joe Jackson (Afl., Strike, 1980)
- When Time Ran Out... (1980) - Henderson
- Lifepod (1980) - Dematte
- Lou Grant televisieserie - Eddie Talbert (2 afl., 1978, 1979)
- All in the Family televisieserie - Herb (Afl., Bogus Bills, 1978)
- The Waltons televisieserie - Willis (Afl., The Return, 1978)
- What's Happening! televisieserie - Mr. Davidson (Afl., Going, Going, Gong, 1978)
- Police Woman televisieserie - Fowler (Afl., Screams, 1977)
- The Bionic Woman televisieserie - Dr. Yvon Sanders (Afl., Max, 1977)
- The Last Hurrah (televisiefilm, 1977) - Kane
- MacArthur (1977) - Maj. Gen./Lt. Gen. Jonathan M. Wainwright
- M*A*S*H televisieserie - Sgt. Woodruff (Afl., Lt. Radar O'Reilly, 1976)
- The Rockford Files televisieserie - Mitchell (Afl., Joey Blue Eyes, 1976)
- Barnaby Jones televisieserie - Walter Gideon (Afl., Silent Vendetta, 1976)
- Maude televisieserie - Fred (Afl., Walter's Stigma, 1976)
- Happy Days televisieserie - Uncle Tom (Afl., Three on a Porch, 1975)
- Barbary Coast televisieserie - Sorensen (Afl., Irish Luck, 1975)
- Rancho Deluxe (1975) - Skinny Face (Niet op aftiteling)
- All in the Family televisieserie - Jim Kitchener (Afl., Archie the Hero, 1975)
- The Rookies televisieserie - Rol onbekend (Afl., Take Over, 1974)
- Adam-12 televisieserie - Jack Tennison (Afl., Excessive Force, 1974)
- Apple's Way televisieserie - Al Werner (Afl., The Flag, 1974)
- Honky Tonk (televisiefilm, 1974) - Rol onbekend
- A Case of Rape (televisiefilm, 1974) - Rol onbekend
- Dusty's Trail televisieserie - Virgil (Afl., Wizard of Ooze, 1974)
- Kung Fu televisieserie - Sheriff (Afl., The Gunman, 1974)
- Cannon televisieserie - Rol onbekend (Afl., Photo Finish, 1974)
- Breezy (1973) - Real Estate Agent
- Columbo: Candidate for Crime (televisiefilm, 1973) - Harris
- Barnaby Jones televisieserie - Benjamin Wright (Afl., Echo of a Murder, 1973)
- Mannix televisieserie - Liquore Store Owner (Afl., The Gang's All Here, 1973)
- The Delphi Bureau televisieserie - McIntyre (Afl., The Day of Justice Project, 1973)
- Tom Sawyer (1973) - Constable Clemens
- The Streets of San Francisco televisieserie - Roy Chaffee (Afl., Room with a View, 1973)
- The New Dick Van Dyke Show televisieserie - Sgt. Mulvaney (Afl., Pot Luck, 1973)
- Sweet Kill (1973) - Newscaster
- The Doris Day Show televisieserie - Randolph (Afl., There's a Horse Thief in Every Family Tree, 1972)
- Cannon televisieserie - Matt Seaver (Afl., A Long Way Down, 1972)
- The Mod Squad televisieserie - Rol onbekend (Afl., Exit the Closer, 1971)
- Travis Logan, D.A. (televisiefilm, 1971) - Arthur Train
- All in the Family televisieserie - Dave the Cop (Afl., Archie Is Worried About His Job, 1971)
- The Partridge Family televisieserie - Father (Afl., Road Song, 1971)
- Hogan's Heroes televisieserie - Colonel Hugo Hauptmann (Afl., Klink for the Defense, 1971)
- Ironside televisieserie - Kinney (Afl., Blackout, 1970)
- Ironside televisieserie - Bucky Crawford (Afl., Eden Is the Place We Leave, 1970)
- Bracken's World televisieserie - George Rennick (Afl., The Nude Scene, 1970)
- The Most Deadly Game televisieserie - Dr. Fred Herbert (Afl., Breakdown, 1970)
- The Name of the Game televisieserie - Goldstone (Afl., The Other Kind of Spy, 1970)
- Mannix televisieserie - Hammel (Afl., A Chance at the Roses, 1970)
- Bonanza televisieserie - Eliah Meek (Afl., Caution, Easter Bunny Crossing, 1970)
- The Virginian televisieserie - Rafe Ogden (Afl., The Shiloh Years, 1970)
- Judd for the Defense televisieserie - Sergeant Shanley (Afl., Borderline Girl, 1969)
- Hogan's Heroes televisieserie - Captain Bohrmann (Afl., The Big Picture, 1969)
- The Virginian televisieserie - Ben Robbins (Afl., Image of an Outlaw, 1968)
- Gunsmoke televisieserie - Catlin (Afl., Lobo, 1968)
- Something for a Lonely Man (televisiefilm, 1968) - Bleeck
- The Andy Griffith Show televisieserie - George Hollander (Afl., Opie Steps Up in Class, 1967)
- The Invaders televisieserie - Head Invader (Afl., The Saucer, 1967)
- Hogan's Heroes televisieserie - SS Major Bock (Afl., Hot Money, 1967)
- The Virginian televisieserie - Bert Robinson (Afl., The Girl on the Pinto, 1967)
- That Girl televisieserie - Director (Afl., Pass the Potatoes, Ethel Merman, 1967)
- I Spy televisieserie - Barnes (Afl., Casanova from Canarsie, 1967)
- Easy Come, Easy Go (1967) - Lt. (J.G.) Marty Schwartz
- Love on a Rooftop televisieserie - Jim Lucas (Afl. onbekend, 1966-1967)
- Nevada Smith (1966) - Clerk in bank
- Gidget televisieserie - Rick Farmer (Afl., Gidget's Career, 1966)
- The Donna Reed Show televisieserie - Clerk (Afl., Do It Yourself Donna, 1966)
- A Man Called Shenandoah televisieserie - Matthew Crawson (Afl., Run, Killer, Run, 1966)
- Hogan's Heroes televisieserie - Colonel Bessler (Afl., Don't Forget to Write, 1966)
- Hogan's Heroes televisieserie - Major Hans Kuehn (Afl., The 43rd, a Moving Story, 1966)
- The Dick Van Dyke Show televisieserie - Cox (Afl., You're Under Arrest, 1965)
- The Dick Van Dyke Show televisieserie - Lionel Dan (Afl., Baby Fat, 1965)
- Convoy televisieserie - Dr. Reece (Afl., The Heart of an Enemy, 1965)
- Gunsmoke televisieserie - Bennings (Afl., The New Society, 1965)
- Gomer Pyle, U.S.M.C. televisieserie - Army Sergeant (Afl., Gomer Un-Trains a Dog, 1965)
- The Wild Wild West televisieserie - Hugo (Afl., The Night of Sudden Death, 1965)
- The Fugitive televisieserie - Kyle (Afl., Corner of Hell, 1965)
- The Fugitive televisieserie - Sheriff Morris (Afl., Angels Travel on Lonely Roads: Part 1 & 2, 1964)
- Bonanza televisieserie - Charlie Gibson (Afl., Square Deal Sam, 1964)
- Profiles in Courage televisieserie - Webster (Afl., Daniel Webster, 1965)
- The Outer Limits televisieserie - Prof. Henry Craif (Afl., Counterweight, 1964)
- The Travels of Jaimie McPheeters televisieserie - Shep Baggott (Afl. onbekend, 1963-1964)
- The Eleventh Hour televisieserie - Jason Criley (Afl., The Bride Wore Pink, 1963)
- The Great Adventure televisieserie - Captain James (Afl., The Story of Nathan Hale, 1963)
- Gunsmoke televisieserie - Docker (Afl., I Call Him Wonder, 1963)
- Have Gun - Will Travel televisieserie - Jeb (Afl., The Mountebank, 1963)
- The Twilight Zone televisieserie - Gas Station Attendant (Afl., Valley of the Shadow, 1963)
- The Virginian televisieserie - Professor (Afl., The Fatal Journey, 1963)
- The Dick Van Dyke Show televisieserie - Allergist (Afl., Gesundheit, Darling, 1962)
- The Dick Van Dyke Show televisieserie - Dokter (Afl., The Attempted Marriage, 1962)
- The Wide Country televisieserie - Walt (Afl., The Royce Bennett Story, 1962)
- Checkmate televisieserie - George Diedrich (Afl., The Someday Man, 1962)
- Dr. Kildare televisieserie - Dr. William Galdi (2 afl., 1961, 1962)
- Thriller televisieserie - Mason (Afl., The Hollow Watcher, 1962)
- Cain's Hundred televisieserie - Waldo (Afl., Take a Number, 1962)
- The Tall Man televisieserie - Ben Naylack (Afl., An Item for Auction, 1961)
- The Twilight Zone televisieserie - Frank Henderson (Afl., The Shelter, 1961)
- The Twilight Zone televisieserie - Hatch (Afl., The Odyssey of Flight 33, 1961)
- Gunslinger televisieserie - Willoughby (Afl., The Zone, 1961)
- Gunsmoke televisieserie - Ak (Afl., Big Man, 1961)
- The Americans televisieserie - Ritter (2 afl., 1961)
- Riverboat televisieserie - Abraham Lincoln (Afl., No Bride on the River, 1960)
- The Chevy Mystery Show televisieserie - Eddie (Afl., Thunder of Silence, 1960)
- Peter Gunn televisieserie - Charlie Barnes (Afl., Wings of an Angel, 1960)
- Have Gun - Will Travel televisieserie - Oudry (Afl., Out at the Old Ball Park, 1960)
- Have Gun - Will Travell televisieserie - Rio Jones (Afl., Fight at Adobe Wells, 1960)
- The Rifleman televisieserie - Jim Profit (Afl., Mail Order Groom, 1960)
- Tightrope televisieserie - Jeff Stewart (Afl., Two Private Eyes, 1959)
- Riverboat televisieserie - Jeb Grant (Afl., About Roger Mowbray, 1959)
- Peter Gunn televisieserie - The Ugly Frame, 1959)
- Playhouse 90 televisieserie - Martinson (Afl., The Tunnel, 1959)
- Alcoa Presents: One Step Beyond televisieserie - Tim Berryman (Afl., Front Runner, 1959)
- Colt .45 televisieserie - Rol onbekend (Afl., The Escape, 1959)
- Al Capone (1959) - Bones Corelli
- Richard Diamond, Private Detective televisieserie - Lt. Harry Baker (2 afl., 1959)
- Rawhide televisieserie - Dry Grocer (Afl., Incident of the Power and the Plow, 1959)
- Steve Canyon televisieserie - Lt. Michelson (Afl., Operation Crash Landing, 1958)
- Gunsmoke televisieserie - Green (Afl., Stage Hold-Up, 1958)
- Yancy Derringer televisieserie - Willy Nilly (Afl., An Ace Called Spade, 1958)
- Playhouse 90 televisieserie - The Deputy (Afl., Old Man, 1958)
- Northwest Passage televisieserie - Capt. Nathan Hill (Afl., Break Out, 1958)
- Crunch and Des televisieserie - Des Smith (39 afl., 1955-1956)
- Hallmark Hall of Fame televisieserie - Rol onbekend (Afl., Dinner for the General, 1953)
- Hallmark Hall of Fame televisieserie - Rol onbekend (Afl., The Last Command, 1952)
- Hallmark Hall of Fame televisieserie - Dale Duncan (Afl., Woman with a Sword, 1952)

- Biblioteca Nacional de España: XX5008298
- Bibliothèque nationale de France: cb14193073p (data)
- International Standard Name Identifier: 0000 0004 6470 3282
- Library of Congress Control Number: n85322446
- Virtual International Authority File: 6334152331612203260004